# Microsoft Component Object Model Interface
COM-интерфе́йс (от COM — англ. Component Object Model и англ. interface — взаимодействие) — набор абстрактных функций и свойств, через который программы взаимодействует с COM-компонентом. Состав этого набора объявляется независимо от компонента, и публикуется, как правило, на языке IDL. Компонент реализует работу в соответствии с декларируемыми интерфейсами. В разных языках программирования для описания спецификации интерфейса предусмотрены различные средства. К COM-интерфейсам стандарты предъявляют жёсткие требования по реализации определённых функций, поэтому иногда образно говорят, что интерфейс — это контракт, который обязуется выполнять компонент. С конца XX века многие среды программирования начали внедрять у себя понятие интерфейса для поддержки технологии COM или сходных технологий.
Интерфейс, в отличие от класса, содержит только описание методов, без их реализации.